# Az elnémultak
Az elnémultak (eredeti cím: The Quiet Ones) 2014-es brit természetfeletti horrorfilm John Pogue rendezésében. A film cselekménye az 1972-es Philip-kísérleten alapul.
2014. április 10-én mutatták be az Egyesült Királyságban. Az Amerikai Egyesült Államokban 2014. április 25-én jelent meg.

## Cselekmény
A film főszereplője egy egyetemi professzor, aki megpróbálja bebizonyítani, hogy a kopogó szellemek az emberi psziché megtestesülései és nem természetfeletti lények. A veszélyes kísérlet következtében egy fiatal nő elveszti az eszét.

## Szereplők
| Szerep                     | Színész            | Magyar hang        |
| -------------------------- | ------------------ | ------------------ |
| Joseph Coupland professzor | Jared Harris       | Haás Vander Péter  |
| Brian McNeil               | Sam Claflin        | Czető Roland       |
| Krissi Dalton              | Erin Richards      | Sipos Eszter Anna  |
| Harry Abrams               | Rory Fleck-Byrne   | Jakab Márk         |
| Jane Harper                | Olivia Cooke       | Czető Zsanett      |
| Phillip                    | Laurie Calvert     | Baráth István      |
| David Q                    | Aldo Maland        | Berecz Kristóf Uwe |
| David Q anyja              | Tracy Ray          | Várkonyi Andrea    |
| Igazgató                   | Richard Cunningham | Juhász György      |
| Dühös szomszéd             | Eileen Nicholas    | Téglás Judit       |
| Orvos (hangja)             | Ben Holden         | Péter Richárd      |

Daisy Ridley egy fényképen jelenik meg a film végén, mint Jane Harper.

## Fogadtatás
A Rotten Tomatoes honlapján 37%-ot ért el 83 kritika alapján, és 4.8 pontot szerzett a tízből. A Metacritic oldalán 41 pontot szerzett a százból, 24 kritika alapján.